# Allmachtsparadoxon

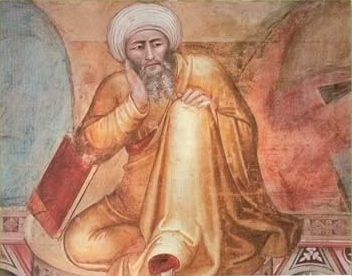
Averroes (1126–1198) war einer der ersten Philosophen, die sich mit dem Thema befassten

Das Allmachtsparadoxon ist ein philosophisches Paradoxon, das bei der Anwendung von Logik auf ein allmächtiges Wesen auftritt. Häufig wird das Paradoxon auf den Gott der abrahamitischen Religionen angewandt, was aber nicht zwingend erforderlich ist. Das Paradoxon beruht auf der Frage, ob ein allmächtiges Wesen in der Lage ist, etwas zu tun, was seine eigene Allmacht einschränkt, wodurch es seine Allmacht verlieren würde. Manche Philosophen betrachten diese Argumentation als Beweis für die Unmöglichkeit der Existenz eines solchen Wesens; andere argumentieren, dass dieses Paradoxon einem falschen Verständnis von Allmacht entspringe.

## Formulierung des Paradoxons
Seit dem Mittelalter haben Philosophen das Paradoxon auf vielfältige Weise ausformuliert, das klassische Beispiel unter ihnen ist: „Kann ein allmächtiges Wesen einen so schweren Stein erschaffen, dass es ihn selbst nicht hochheben kann?“ Diese spezielle Formulierung weist einige Makel auf, denn sie beruht auf einem aristotelischen Weltbild. Aus Sicht der modernen Physik ist dieses Beispiel ein schlechtes, denn der Stein ist immer angehoben, wenn man z. B. die Sonne als Bezugspunkt betrachtet.
Verallgemeinert man die Formulierung des Paradoxons so weit, dass der Stein und der Vorgang des Anhebens entfallen, reduziert sich das Paradoxon auf:
„Kann ein allmächtiges Wesen etwas erschaffen, worüber es keine Macht hat, und trotzdem allmächtig bleiben?“
Reduziert man das Paradoxon des Weiteren um den Prozess des Erschaffens eines Gegenstands, entsteht die Formulierung:
„Kann ein allmächtiges Wesen seine Allmacht abgeben und sie gleichzeitig behalten?“
Wird auch die zu erprobende Handlung (in dem Beispiel das Abgeben der Allmacht) nicht genau definiert, entsteht die allgemeingültige Form:
„Kann ein allmächtiges Wesen eine Handlung vollziehen, ohne sie zu vollziehen?“

## Auflösung des Paradoxons
Allmacht kann im Zusammenhang mit dem Allmachtsparadoxon verschiedene Bedeutungen haben. Um das Allmachtsparadoxon analysieren zu können, ist eine präzise Definition von Allmacht erforderlich. Diese variiert zwischen den Kulturen, Religionen und Philosophen. Dieses Paradoxon kann zum Beispiel dann nicht angewendet werden, wenn man Allmacht als Fähigkeit definiert, außerhalb der Begrenzungen durch die Logik zu handeln. Moderne Herangehensweisen beziehen die Erkenntnisse der Semantik mit in die Diskussion ein, um zu klären, ob die Sprache und damit auch die Philosophie die Allmacht sinnvoll erfassen können.

### Abdingbare Allmacht
Ist ein Wesen abdingbar allmächtig, so kann es seine Allmacht verlieren oder abgeben. Das allmächtige Wesen schafft einen Stein, den es nicht heben kann, und verliert dadurch seine Allmacht. Demzufolge ist ein abdingbar allmächtiges Wesen aber nie allmächtig, sondern nur ein Wesen mit sehr großer Macht. Denn es stand nicht in der Macht des Wesens, seine Allmacht abzugeben und sie gleichzeitig zu behalten.
Der Versuch, das Paradox aufzuheben, indem das Postulat festgelegt wird, dass ein allmächtiges Wesen seine Allmacht zeitweise einschränken kann, indem es einen Stein schafft, welchen es in diesem Moment nicht heben kann, später aber das Gewicht des Steines so weit verringert, dass es ihn heben kann, scheitert daran, dass das Wesen offenbar nicht die Macht hat, einen Stein zu schaffen, den es zum selben Zeitpunkt heben und doch nicht heben kann.

### Essenzielle Allmacht
Ist die Allmacht des Wesens essenziell, so ist es der Definition nach ausgeschlossen, dass das Wesen seine Allmacht verlieren kann. Unter diesem Postulat muss unterschieden werden, ob das Wesen an die Gesetze der Logik gebunden ist oder ob es über den Gesetzen der Logik steht und diese sogar abändern kann. Die Unterscheidung zwischen diesen beiden Denkweisen ist bei der Betrachtung der Allmachtsparadoxa wichtig, da es eine Beschränkung der Bedeutung von Allmacht bedeutet.

#### Allmacht, die an die Logik gebunden ist
Einige Philosophen, wie Thomas von Aquin, argumentieren, dass ein Wesen nichts logisch Unmögliches vollbringen können muss, um allmächtig zu sein. In diesem Fall könnte ein Wesen alles logisch Denkbare tun. Objekte oder Handlungen, die in sich selbst widersprüchlich sind, fallen deshalb nicht in den Kreations- und Handlungsspielraum der Allmacht. Demnach ist ein Wesen allmächtig, auch wenn es nicht in seiner Macht steht, seine Allmacht abzugeben und sie gleichzeitig zu behalten.
Der irische Schriftsteller und Literaturwissenschaftler C. S. Lewis verteidigt die essenzielle, logikgebundene Allmacht danach, dass man Gott zwar Wunder zuordnen darf, aber keinen Unsinn. Die Behauptung, Gott könne z. B. einem Wesen den freien Willen geben und ihm gleichzeitig den freien Willen vorenthalten, sei schlichtweg keine sinnvolle Wortverbindung. Sinnlose Wortverbindungen werden nicht einfach sinnvoll, indem man ihnen die Worte Gott kann voranstellt. Siehe auch: Satz vom Widerspruch.
Aus dieser Sichtweise ist die Frage, ob Gott einen Stein erschaffen kann, den er selbst nicht heben kann, keine sinnvolle Frage, deren Beantwortung somit überflüssig ist. Demnach lässt sich die Existenz der Allmacht nicht mit dem Allmachtsparadoxon widerlegen.

Ein ebenes Dreieck, die Summe der Innenwinkel α + β + γ muss im Rahmen der euklidischen Geometrie 180 Grad betragen

#### Allmacht, die über der Logik steht
Andere Philosophen wie Descartes sind der Meinung, Allmacht schließe die Fähigkeit ein, logisch Unmögliches zu vollbringen. So ist es zum Beispiel in unserem Universum nicht möglich, einen kantenlosen Würfel zu schaffen oder in unserem üblicherweise genutzten Zahlensystem 1 gleich 2 sein zu lassen. Würde ein allmächtiges Wesen einen kantenlosen Würfel schaffen, so würde dies beweisen, dass ein solches Wesen nicht an die Gesetze der Logik gebunden ist. Der Philosoph Averroes erweiterte das Allmachtsparadoxon und fragte, ob Gott ein (ebenes) Dreieck schaffen könne, dessen Innenwinkel nicht insgesamt 180 Grad ergeben (nichteuklidische Geometrie war damals noch nicht bekannt).
Ein Wesen, das alles kann, kann kraft dieser Definition auch unhebbare Steine schaffen, die es dennoch heben kann; es könnte auch eckige Kreise zeichnen, denn es könnte die logischen Gesetze, die vorgenannte Phänomene unmöglich zu scheinen machen, einfach ändern oder aufheben. Ein solches Wesen wäre zwar widersprüchlich und damit logisch unmöglich, könnte jedoch tatsächlich existieren, denn Logik und Realität müssen nicht korrelieren. Wenn man von einer Allmacht ausgeht, die einst die Schöpfung durchführte, kann man sogar annehmen, dass die Allmacht auch die Logik erschaffen hat und sie daher auch wieder ändern kann. Auch für Harry G. Frankfurt wäre ein absolut allmächtiges Wesen zumindest denkbar.
Wird die Allmacht des Wesens so verstanden, dass seine Macht auch nicht durch die Logik begrenzt wird, so ist seine Allmacht absolut. In diesem Fall scheitert der Versuch, die Existenz der Allmacht mit dem Allmachtsparadoxon zu widerlegen, daran, dass das Allmachtsparadoxon darauf ausgelegt ist, die Unlogik als Beweis für die Nichtexistenz anzuführen.